# أوليفيا روبرتسون
أوليفيا ميليان دورين روبرتسون ويعرف باسم أوليفيا روبرتسون (بالإنجليزية: Olivia Robertson) مؤلفة وفنانة، ومؤسسة مشاركة في جماعة إيزيس، بالإضافة لعملها كاهنةً في الجماعة.

## سيرتها
ولدت في مستشفى سانت ماري في لندن، تنحدر أوليفيا من نسل عالم اللاهوت ريتشارد غريفز، وهو ابن عم المؤلف روبرت جريفز، كما تعد حفيدةً لتوماس هيربرت روبرتسون. في تسلسلها العائلي تعد أوليفيا ثاني مولود من أصل أربعة أشقاء ولدوا من الزوجين نورا ومانينغ دوردين روبرتسون، وهو مهندس معماري ومخطط مدني. عاشت أسرتها في ريجيت في ساري قبل أن تعود إلى هنتنغتون في أيرلندا حيث ورثوا بيتًا في عام 1925 بعد وفاة جدتها.
بعد اندلاع الحرب العالمية الثانية عملت أوليفيا ممرضة في بيدفوردشاير في عام 1940. ودرست في كلية دبلن الجامعية في عام 1942، ثم عملت في مؤسسة دبلن حتى عام 1946. في عام 1946 نشرت كتابها الأول محكمة سانت مالاشي، ثم تتابعت في تأليف كتب أخرى وهي: حقل الغريب والذي حصل على جائزة من خلال اختيار جمعية الكتاب في لندن، والعين الذهبية ، وميراندا يتحدث.
كتبت سيرتها الذاتية الروحية في كتاب أسمته نداء إيزيس في عام 1975، وكذلك ساهمت في تأسيس جماعة إيزيس. في 30 أبريل عام 1988 ظهرت كضيف في برنامج (After Dark) وهو برنامج نقاش بريطاني مباشر يُبث في وقت متأخر من الليل، تم بثه على القناة الرابعة البريطاني.
في أغسطس 1993 تمت دعوة روبرتسون لحضور البرلمان العالمي للأديان في شيكاغو. وتم اختيارها من قبل جماعة إيزيس لتمثيل الحركة. تم إصدار فيلم عن حياتها باسم (Olivia: Priestess of Isis)، ونشر على أقراص دي في دي في عام 2011.

## وفاتها
توفيت روبرتسون في ويكسفورد في 14 نوفمبر 2013. شيعت في جنازة احتفالية في معبد جماعة إيزيس، بمشاركة من كنيسة أيرلندا العامة في سانت فياك في كلونيجال، ونشر نعي روبرتسون في التلغراف.